# Sarah Jibrin
Sarah Jibrin é uma política nigeriana. Ela é a única mulher a contestar a nomeação presidencial pelo Partido Democrático Popular (PDP).

## Vida
Jibrin candidatou-se nas primárias das presidenciais pelo Partido Democrático Popular no início de 2011, mas só conseguiu um único voto entre 5.000 delegados.
Jibrin serviu como consultora especial em ética e valores para o presidente Goodluck Jonathan.
Ela foi brevemente presidente do Justice Must Prevail Party (JMPP), estabelecido em 2017. Em junho de 2018, ela estava entre os líderes do JMPP que fizeram um juramento público contra a corrupção.
Ela é indicada para o Corredor da Fama do National Center for Women Development.